# Високо в небето
Високо в небето (на английски: Up in the Air) е американски филм от 2009 година, адаптация на едноименния роман на Уолтър Кърн от 2001 година.

## Актьорски състав
| Актьор           | Роля             |
| ---------------- | ---------------- |
| Джордж Клуни     | Райън Бингам     |
| Вера Фармига     | Александра Горан |
| Ана Кендрик      | Натали Кийнър    |
| Джейсън Бейтман  | Крейг Грегъри    |
| Ейми Мортън      | Кара Бингъм      |
| Мелани Лински    | Джули Бингъм     |
| Дани Макбрайд    | Джим Милър       |
| Зак Галифианакис | Стив             |
| Джей Кей Симънс  | Боб              |
| Сам Елиът        | Мейнард Финч     |
| Тамала Джоунс    | Карън Барнс      |

## Награди и номинации
| Награда                              | Категория                              | Номиниран(и)                         | Резултат  |
| ------------------------------------ | -------------------------------------- | ------------------------------------ | --------- |
| Награди на филмовата академия на САЩ | Най-добър филм                         | Най-добър филм                       | номинация |
| Награди на филмовата академия на САЩ | Най-добър режисьор                     | Джейсън Райтман                      | номинация |
| Награди на филмовата академия на САЩ | Най-добър адаптиран сценарий           | Джейсън Райтман и Шелдън Търнър      | номинация |
| Награди на филмовата академия на САЩ | Най-добра мъжка роля                   | Джордж Клуни                         | номинация |
| Награди на филмовата академия на САЩ | Най-добра поддържаща женска роля       | Вера Фармига                         | номинация |
| Награди на филмовата академия на САЩ | Най-добра поддържаща женска роля       | Ана Кендрик                          | номинация |
| Награда на БАФТА                     | Най-добър адаптиран сценарий           | Джейсън Райтман и Шелдън Търнър      | награда   |
| Награда на БАФТА                     | Най-добър филм                         | Най-добър филм                       | номинация |
| Награда на БАФТА                     | Най-добър филмов монтаж                | Най-добър филмов монтаж              | номинация |
| Награда на БАФТА                     | Най-добър актьор в главна роля         | Джордж Клуни                         | номинация |
| Награда на БАФТА                     | Най-добра актриса в поддържаща роля    | Вера Фармига                         | номинация |
| Награда на БАФТА                     | Най-добра актриса в поддържаща роля    | Ана Кендрик                          | номинация |
| Златен глобус                        | Най-добър сценарий                     | Джейсън Райтман и Шелдън Търнър      | награда   |
| Златен глобус                        | Най-добър филм – драма                 | Най-добър филм – драма               | номинация |
| Златен глобус                        | Най-добър режисьор                     | Джейсън Райтман                      | номинация |
| Златен глобус                        | Най-добър актьор в драматичен филм     | Джордж Клуни                         | номинация |
| Златен глобус                        | Най-добра поддържаща актриса           | Вера Фармига                         | номинация |
| Златен глобус                        | Най-добра поддържаща актриса           | Ана Кендрик                          | номинация |
| Сателит                              | Най-добра филмова музика               | Ролф Кент                            | награда   |
| Сателит                              | Най-добър филм – мюзикъл или комедия   | Най-добър филм – мюзикъл или комедия | номинация |
| Сателит                              | Най-добър адаптиран сценарий           | Джейсън Райтман и Шелдън Търнър      | номинация |
| Сателит                              | Най-добър актьор в мюзикъл или комедия | Джордж Клуни                         | номинация |
| Сателит                              | Най-добра актриса в поддържаща роля    | Ана Кендрик                          | номинация |